# إسوات: سيتي أندر سيج
إسوات: سيتي أندر سيج (بالإنجليزية:ESWAT: City under Siege) لعبة فيديو من نوع أكشن صدرت لأول مره في 1 يونيو 1990 وهي من نشر وتطوير شركة سيجا وتعمل على نظام سيجا جينيسيس.